# Barnesville (Minnesota)
Barnesville es una ciudad ubicada en el condado de Clay en el estado estadounidense de Minnesota. En el Censo de 2010 tenía una población de 2563 habitantes y una densidad poblacional de 446,36 personas por km².

## Geografía
Barnesville se encuentra ubicada en las coordenadas 46°39′1″N 96°24′59″O / 46.65028, -96.41639. Según la Oficina del Censo de los Estados Unidos, Barnesville tiene una superficie total de 5.74 km², de la cual 5.69 km² corresponden a tierra firme y (0.86%) 0.05 km² es agua.

## Demografía
Según el censo de 2010, había 2563 personas residiendo en Barnesville. La densidad de población era de 446,36 hab./km². De los 2563 habitantes, Barnesville estaba compuesto por el 98.28% blancos, el 0.2% eran afroamericanos, el 0.23% eran amerindios, el 0.2% eran asiáticos, el 0.08% eran isleños del Pacífico, el 0.23% eran de otras razas y el 0.78% pertenecían a dos o más razas. Del total de la población el 0.7% eran hispanos o latinos de cualquier raza.

### Evolución demográfica
| 1890  | 1900  | 1910  | 1920  | 1930  | 1940  | 1950  | 1960  | 1970  | 1980  | 1990  | 2000  | 2010  | est. 2015 |
| ----- | ----- | ----- | ----- | ----- | ----- | ----- | ----- | ----- | ----- | ----- | ----- | ----- | --------- |
| 1.063 | 1.326 | 1.353 | 1.564 | 1.279 | 1.450 | 1.593 | 1.632 | 1.782 | 2.207 | 2.066 | 2.173 | 2.566 | 2.577     |

## Localidades adyacentes
El diagrama siguiente presenta las localidades en un  radio de 28 km alrededor de Barnesville.